# Onze d'Or
O Onze de Ouro (no original em francês Onze d'Or) é um prêmio de futebol, criado pela revista francesa Onze Mondial no ano de 1976, que elege o melhor jogador atuando na Europa.
O prêmio é concedido com base em votos dos leitores da revista de acordo com o desempenho do jogador durante o ano, no seu clube e seleção nacional. O segundo e terceiro lugar recebem, respectivamente, o Onze de Prata (Onze d'Argent) e o Onze de Bronze (Onze de Bronze). Desde 1991, há também uma eleição que elege o Treinador do Ano.
Lionel Messi ganhou o prêmio quatro vezes, mais do que qualquer outro jogador na história do Onze d'Or.

## Onze d'Or, Onze d'Argent e Onze de Bronze

### Vencedores

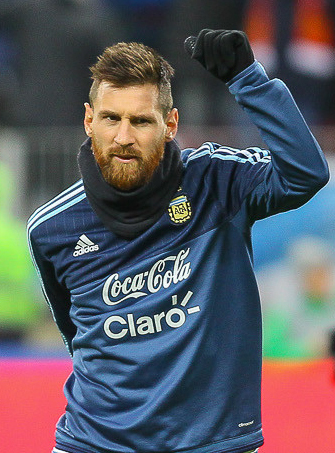
Lionel Messi é o jogador com mais vitórias de todos os tempos do prêmio, com quatro vitórias no total.

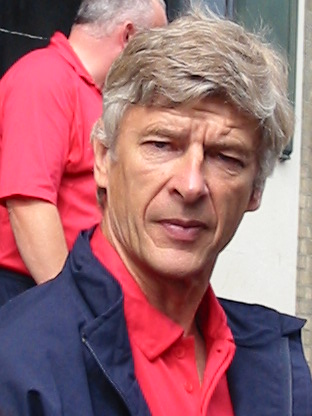
Arsène Wenger, treinador do Arsenal, ganhou o prêmio por cinco vezes, sendo três delas de forma consecutiva.

| Ano     | Onze de Ouro (Onze d'Or)                                  | Onze de Prata (Onze d'Argent)                             | Onze de Bronze (Onze de Bronze)                           |
| ------- | --------------------------------------------------------- | --------------------------------------------------------- | --------------------------------------------------------- |
| 1976    | Robert Rensenbrink                                        | Kevin Keegan                                              | Dominique Rocheteau                                       |
| 1977    | Kevin Keegan                                              | Michel Platini                                            | Allan Simonsen                                            |
| 1978    | Mario Kempes                                              | Hans Krankl                                               | Robert Rensenbrink                                        |
| 1979    | Kevin Keegan                                              | Trevor Francis                                            | Robert Rensenbrink                                        |
| 1980    | Karl-Heinz Rummenigge                                     | Kevin Keegan                                              | Horst Hrubesch                                            |
| 1981    | Karl-Heinz Rummenigge                                     | Paul Breitner                                             | Jan Ceulemans                                             |
| 1982    | Paolo Rossi                                               | Alain Giresse                                             | Falcão                                                    |
| 1983    | Michel Platini                                            | Falcão                                                    | Karl-Heinz Rummenigge                                     |
| 1984    | Michel Platini                                            | Jean Tigana                                               | Preben Elkjær Larsen                                      |
| 1985    | Michel Platini                                            | Preben Elkjær Larsen                                      | Diego Maradona                                            |
| 1986    | Diego Maradona                                            | Manuel Amoros                                             | Gary Lineker                                              |
| 1987    | Diego Maradona                                            | Marco van Basten                                          | Jean Tigana                                               |
| 1988    | Marco van Basten                                          | Ruud Gullit                                               | Diego Maradona                                            |
| 1989    | Marco van Basten                                          | Ruud Gullit                                               | Jean-Pierre Papin                                         |
| 1990    | Lothar Matthäus                                           | Salvatore Schillaci                                       | Jean-Pierre Papin                                         |
| 1991    | Jean-Pierre Papin                                         | Chris Waddle                                              | Lothar Matthäus                                           |
| 1992    | Hristo Stoichkov                                          | Marco van Basten                                          | Jean-Pierre Papin                                         |
| 1993    | Roberto Baggio                                            | Alen Bokšić                                               | Romário                                                   |
| 1994    | Romário                                                   | Hristo Stoichkov                                          | Roberto Baggio                                            |
| 1995    | George Weah                                               | Roberto Baggio                                            | Paolo Maldini                                             |
| 1996    | Éric Cantona                                              | George Weah                                               | Matthias Sammer                                           |
| 1997    | Ronaldo                                                   | Zinédine Zidane                                           | Marco Simone                                              |
| 1998    | Zinédine Zidane                                           | Ronaldo                                                   | Davor Šuker                                               |
| 1999    | Rivaldo                                                   | David Beckham                                             | Zinédine Zidane                                           |
| 2000    | Zinédine Zidane                                           | Luís Figo                                                 | Thierry Henry                                             |
| 2001    | Zinédine Zidane                                           | Michael Owen                                              | Robert Pirès                                              |
| 2002    | Ronaldo                                                   | Zinédine Zidane                                           | Ronaldinho                                                |
| 2003    | Thierry Henry                                             | Zinédine Zidane                                           | David Beckham                                             |
| 2004    | Didier Drogba                                             | Thierry Henry                                             | Ronaldinho                                                |
| 2005    | Ronaldinho                                                | Steven Gerrard                                            | Thierry Henry                                             |
| 2006    | Thierry Henry                                             | Ronaldinho                                                | Franck Ribéry                                             |
| 2007    | Kaká                                                      | Cristiano Ronaldo                                         | Didier Drogba                                             |
| 2008    | Cristiano Ronaldo                                         | Lionel Messi                                              | Franck Ribéry                                             |
| 2009    | Lionel Messi                                              | Cristiano Ronaldo                                         | Andrés Iniesta                                            |
| 2010-11 | Lionel Messi                                              | Andrés Iniesta                                            | Cristiano Ronaldo                                         |
| 2011-12 | Lionel Messi                                              | Cristiano Ronaldo                                         | Falcao García                                             |
| 2012-13 | Não houve entrega do prêmio                               | Não houve entrega do prêmio                               | Não houve entrega do prêmio                               |
| 2013-14 | Não houve entrega do prêmio                               | Não houve entrega do prêmio                               | Não houve entrega do prêmio                               |
| 2014-15 | Antoine Griezmann                                         | Paul Pogba                                                | Alexandre Lacazette                                       |
| 2015-16 | Não houve entrega do prêmio                               | Não houve entrega do prêmio                               | Não houve entrega do prêmio                               |
| 2016-17 | Cristiano Ronaldo                                         | Lionel Messi                                              | Antoine Griezmann                                         |
| 2017-18 | Lionel Messi                                              | Mohamed Salah                                             | Cristiano Ronaldo                                         |
| 2018-19 | Sadio Mané                                                | Lionel Messi                                              | Kylian Mbappé                                             |
| 2019-20 | Não houve entrega do prêmio devido à Pandemia de COVID-19 | Não houve entrega do prêmio devido à Pandemia de COVID-19 | Não houve entrega do prêmio devido à Pandemia de COVID-19 |
| 2020-21 | Karim Benzema                                             | Lionel Messi                                              | Robert Lewandowski                                        |
| 2021-22 | Karim Benzema                                             | Sadio Mané                                                | Robert Lewandowski                                        |
| 2022-23 | Erling Haaland                                            | Karim Benzema                                             | Kylian Mbappé                                             |

### Por Jogador
| Jogador               | Onze de Ouro | Onze de Prata | Onze de Bronze | Total |
| --------------------- | ------------ | ------------- | -------------- | ----- |
| Lionel Messi          | 4            | 4             | 0              | 8     |
| Zinédine Zidane       | 3            | 3             | 1              | 7     |
| Michel Platini        | 3            | 1             | 0              | 4     |
| Cristiano Ronaldo     | 2            | 3             | 2              | 7     |
| Kevin Keegan          | 2            | 2             | 0              | 4     |
| Marco van Basten      | 2            | 2             | 0              | 4     |
| Thierry Henry         | 2            | 1             | 2              | 5     |
| Diego Maradona        | 2            | 0             | 2              | 4     |
| Karim Benzema         | 2            | 1             | 0              | 3     |
| Karl-Heinz Rummenigge | 2            | 0             | 1              | 3     |
| Ronaldo               | 2            | 0             | 0              | 2     |
| Ronaldinho            | 1            | 1             | 2              | 4     |
| Roberto Baggio        | 1            | 1             | 1              | 3     |
| Hristo Stoichkov      | 1            | 1             | 0              | 2     |
| George Weah           | 1            | 1             | 0              | 2     |
| Sadio Mané            | 1            | 1             | 0              | 2     |
| Jean-Pierre Papin     | 1            | 0             | 3              | 4     |
| Robert Rensenbrink    | 1            | 0             | 2              | 3     |
| Lothar Matthäus       | 1            | 0             | 1              | 2     |
| Romário               | 1            | 0             | 1              | 2     |
| Didier Drogba         | 1            | 0             | 1              | 2     |
| Antoine Griezmann     | 1            | 0             | 1              | 2     |
| Mario Kempes          | 1            | 0             | 0              | 1     |
| Paolo Rossi           | 1            | 0             | 0              | 1     |
| Éric Cantona          | 1            | 0             | 0              | 1     |
| Rivaldo               | 1            | 0             | 0              | 1     |
| Kaká                  | 1            | 0             | 0              | 1     |
| Erling Haaland        | 1            | 0             | 0              | 1     |

### Por país
| País            | Prêmios |
| --------------- | ------- |
| França          | 13      |
| Argentina       | 7       |
| Brasil          | 6       |
| Países Baixos   | 3       |
| Alemanha        | 3       |
| Portugal        | 2       |
| Inglaterra      | 2       |
| Itália          | 2       |
| Bulgária        | 1       |
| Libéria         | 1       |
| Costa do Marfim | 1       |
| Senegal         | 1       |
| Noruega         | 1       |

## Treinador do Ano

### Vencedores
| Ano     | Treinador                                                 | Clube                                                     |
| ------- | --------------------------------------------------------- | --------------------------------------------------------- |
| 1991    | Raymond Goethals                                          | Olympique de Marseille                                    |
| 1992    | Johan Cruyff                                              | Barcelona                                                 |
| 1993    | Raymond Goethals                                          | Olympique de Marseille                                    |
| 1994    | Johan Cruyff                                              | Barcelona                                                 |
| 1995    | Louis van Gaal                                            | Ajax                                                      |
| 1996    | Guy Roux                                                  | Auxerre                                                   |
| 1997    | Marcello Lippi                                            | Juventus                                                  |
| 1998    | Aimé Jacquet                                              | França                                                    |
| 1999    | Sir Alex Ferguson                                         | Manchester United                                         |
| 2000    | Arsène Wenger                                             | Arsenal                                                   |
| 2001    | Gérard Houllier                                           | Liverpool                                                 |
| 2002    | Arsène Wenger                                             | Arsenal                                                   |
| 2003    | Arsène Wenger                                             | Arsenal                                                   |
| 2004    | Arsène Wenger                                             | Arsenal                                                   |
| 2005    | José Mourinho                                             | Chelsea                                                   |
| 2006    | Frank Rijkaard                                            | Barcelona                                                 |
| 2007    | Sir Alex Ferguson                                         | Manchester United                                         |
| 2008    | Sir Alex Ferguson                                         | Manchester United                                         |
| 2009    | Pep Guardiola                                             | Barcelona                                                 |
| 2010–11 | Pep Guardiola                                             | Barcelona                                                 |
| 2011–12 | Pep Guardiola                                             | Barcelona                                                 |
| 2012-13 | Não houve entrega do prêmio                               | Não houve entrega do prêmio                               |
| 2013-14 | Não houve entrega do prêmio                               | Não houve entrega do prêmio                               |
| 2015-16 | Não houve entrega do prêmio                               | Não houve entrega do prêmio                               |
| 2014–15 | Hubert Fournier                                           | Lyon                                                      |
| 2016–17 | Zinedine Zidane                                           | Real Madrid                                               |
| 2017–18 | Zinedine Zidane                                           | Real Madrid                                               |
| 2018–19 | Jürgen Klopp                                              | Liverpool                                                 |
| 2019-20 | Não houve entrega do prêmio devido à Pandemia de COVID-19 | Não houve entrega do prêmio devido à Pandemia de COVID-19 |
| 2020-21 | Zinedine Zidane                                           | Real Madrid                                               |
| 2021-22 | Carlo Ancelotti                                           | Real Madrid                                               |
| 2022-23 | Carlo Ancelotti                                           | Real Madrid                                               |

### Por treinador
| Jogador           | Prêmios |
| ----------------- | ------- |
| Arsène Wenger     | 4       |
| Sir Alex Ferguson | 3       |
| Pep Guardiola     | 3       |
| Zinedine Zidane   | 3       |
| Raymond Goethals  | 2       |
| Johan Cruyff      | 2       |
| Carlo Ancelotti   | 2       |
| Louis van Gaal    | 1       |
| Guy Roux          | 1       |
| Marcello Lippi    | 1       |
| Aimé Jacquet      | 1       |
| Gérard Houllier   | 1       |
| José Mourinho     | 1       |
| Frank Rijkaard    | 1       |
| Hubert Fournier   | 1       |
| Jürgen Klopp      | 1       |

### Por país
| País          | Prêmios |
| ------------- | ------- |
| França        | 11      |
| Países Baixos | 4       |
| Escócia       | 3       |
| Espanha       | 3       |
| Itália        | 3       |
| Bélgica       | 2       |
| Portugal      | 1       |
| Alemanha      | 1       |

### Por clube
| Clube                  | Prêmios |
| ---------------------- | ------- |
| Barcelona              | 6       |
| Real Madrid            | 5       |
| Arsenal                | 4       |
| Manchester United      | 3       |
| Olympique de Marseille | 2       |
| Liverpool              | 2       |
| Ajax                   | 1       |
| Auxerre                | 1       |
| Juventus               | 1       |
| França                 | 1       |
| Chelsea                | 1       |
| Lyon                   | 1       |